# Loki (Marvel Cinematic Universe)
Loki Laufeyson (lett. "Loki figlio di Laufey"), noto dall'adozione come Loki Odinson (lett. "Loki figlio di Odino") e con il suo titolo di "Dio dell'inganno", è un personaggio interpretato da Tom Hiddleston nel media franchise del Marvel Cinematic Universe (MCU), basato sull'omonimo personaggio di Marvel Comics a sua volta ispirato all'omonima divinità norrena. Loki è apparso per la prima volta in Thor (2011) e da allora è diventata un'importante figura ricorrente nel MCU; a seguito della sua morte in Avengers: Infinity War (2018), una sua variante proveniente da una linea temporale alternativa, originatasi a seguito di una divergenza rispetto agli eventi mostrati in The Avengers (2012), ha debuttato in Avengers: Endgame (2019). Questa variante è la protagonista della serie televisiva Loki (2021) insieme a Sylvie, una variante femminile di Loki che lo accompagna nel corso della serie.
Loki è uno dei personaggi ricorrenti più importanti della saga e presenta una notevole evoluzione; originariamente un antagonista, nel corso della storia matura un comportamento altruista ed eroico fino a diventare il protettore del multiverso.

## Biografia del personaggio

### Primi anni
Loki nacque a Jotunheim come un Gigante di ghiaccio figlio di Laufey, re del regno. Essendo estremamente minuto e debole, il padre lo abbandonò alla nascita per lasciarlo morire. Il bambino fu trovato da Odino al termine di una battaglia contro i Giganti di Ghiaccio e venne camuffato da asgardiano per essere allevato come suo figlio. Loki crebbe così ignaro delle sue vere origini, allevato insieme al fratello adottivo Thor; sentendosi trascurato da Odino a favore di Thor, più fisicamente prestante e conforme ai canoni di forza degli asgardiani, Loki strinse un forte legame affettivo con la madre Frigga, che gli insegnò a praticare la magia. Con il passare del tempo, l’amore che Loki nutriva per il fratello si scontrò più volte con l’invidia crescente nei suoi confronti data la sua popolarità, portandolo a sviluppare un senso di inferiorità verso di lui. In un’occasione, per una scommessa persa contro Thor, Loki dirottò un aereo terrestre compiendo una rapina, passando alla storia come il misterioso D. B. Cooper.

### Il tradimento di Asgard
Nel 2011, Thor viene scelto da Odino come successore per il trono di Asgard ma, il giorno dell’incoronazione, Loki fa entrare di nascosto nel regno dei Giganti di Ghiaccio che cercano di recuperare un artefatto chiamato Scrigno degli Inverni, sequestrato da Odino secoli prima. Il comportamento arrogante e bellicoso di Thor, che porta Laufey a dichiarare una nuova guerra contro Asgard, genera l’ira di Odino, il quale lo bandisce sulla Terra. Loki apprende subito dopo di essere in realtà un Gigante di Ghiaccio (razza estremamente odiata e temuta dagli asgardiani) e che Odino aveva deciso di prelevarlo da bambino per portare a una futura pacificazione tra le due razze. Mentre si confronta con il figlio sulla scoperta, Odino cade nel profondo "sonno di Odino" per recuperare le forze mentre Loki, distrutto dalla rivelazione, diventa il nuovo re di Asgard. Loki offre a Laufey la possibilità di uccidere Odino e recuperare lo Scrigno degli Inverni, mentre Sif e i Tre Guerrieri (amici di Thor), scontenti del nuovo sovrano, decidono di andare sulla Terra per cercare di riportare ad Asgard Thor. Loki invia l’automa Distruttore per ostacolare il fratello, permettendo così che riacquisti i suoi poteri dopo che Thor si sacrifica per cercare di fermare l’automa. Loki tradisce Laufey uccidendolo per apparire un eroe e usare tale scusa per distruggere Jotunheim con il Bifrost al fine di diventare il figlio meritevole agli occhi di Odino. Thor arriva e combatte il fratello, arrivando a distruggere il Bifrost per impedire al piano di Loki di compiersi. Nell’esplosione che ne segue, Odino si risveglia e salva i figli dal cadere nel buco nero creatosi. Tuttavia, dopo che Odino respinge nuovamente la sua richiesta di approvazione, Loki si lascia cadere nel vuoto in un tentativo di suicidio.
Loki sopravvive alla caduta e, nello spazio, incontra l’Estraneo, capo di una razza aliena conosciuta come Chitauri. Il dio dell’inganno accetta la sua proposta di recuperare il Tesseract (una potente fonte di energia) in cambio di un esercito per soggiogare la Terra. Per adempiere al suo compito, Loki viene dotato dall’Estraneo e dal suo signore uno scettro mistico in grado di controllare la mente delle persone, che a sua insaputa agisce anche su di lui amplificando il suo odio per Thor e per gli abitanti della Terra.

### Attacco alla Terra
Nel 2012, Loki si teletrasporta in una remota struttura di ricerca dello S.H.I.E.L.D. durante degli esperimenti che l'organizzazione stava compiendo sul Tesseract; pone sotto il suo controllo Clint Barton e il dottor Erik Selvig e fugge dopo aver rubato il Cubo Cosmico. A Stoccarda, Loki provoca una distrazione per permettere a Barton di rubare l'iridio necessario per stabilizzare il potere del Tesseract e si lascia catturare da Iron Man, Captain America e la Vedova Nera.  Al gruppo si aggiunge Thor e Loki viene imprigionato sul Helicarrier mentre Stark e Bruce Banner cercano di localizzare il Tesseract. Poco dopo, gli agenti di Loki attaccano il velivolo, facendo esplodere i motori e causando la trasformazione di Banner in Hulk. Loki fugge uccidendo nel mentre l'agente Phil Coulson e portando così alla coesione degli Avengers, i quali mettono da parte le loro divergenze per vendicare la morte dell’amico. Loki usa il Tesseract per aprire un portale nel cielo a New York, permettendo ai Chitauri di invadere la Terra. Gli Avengers si radunano a difendere la città e riescono a sconfiggere gli alieni, mentre Hulk attacca brutalmente Loki. Quest’ultimo si arrende, viene arrestato e riportato ad Asgard da Thor. Qui non viene giustiziato grazie all’intervento di Frigga, ma Odino lo condanna alla prigionia a vita per i suoi crimini contro la Terra. Durante la reclusione, la madre è l’unica che continua a visitarlo nonostante il divieto imposto da Odino.

### La battaglia contro gli Elfi Oscuri
Nel 2013, gli Elfi Oscuri guidati da Malekith attaccano Asgard per cercare Jane Foster, il cui corpo è stato posseduto dalla sostanza mistica conosciuta come Aether. Nell’assalto Frigga viene uccisa, causando grande dolore a Loki. Thor decide con riluttanza di liberare Loki per farsi condurre a Svartalfheim e combattere gli Elfi Oscuri, promettendogli in cambio di vendicarsi. Nel regno, i due fratelli ordiscono un piano per far liberare Jane dall’Aether; nello scontro che ne segue, Loki viene ferito mortalmente per salvare Thor e apparentemente muore. Dopo aver sconfitto Malekith, Thor torna ad Asgard e rifiuta l’offerta di Odino di diventare re, raccontandogli del sacrificio di Loki e affermando che preferisce continuare a operare sulla Terra come eroe. In realtà Loki è sopravvissuto e si è travestito da Odino, bandendolo sulla Terra in una casa di riposo a New York dopo avergli manomesso la memoria.

### La distruzione di Asgard
Negli anni successivi Loki opera su Asgard sotto identità di Odino, bandendo Sif e licenziando Heimdall per impedire loro di smascherarlo. Nel 2017 Thor scopre l'inganno, pertanto si fa portare sulla Terra per rintracciare Odino. Grazie al dottor Stephen Strange scoprono che si trova in Norvegia e che ha scelto di rimanere in esilio pur essendosi risvegliato dall’incantesimo di Loki. Odino si riappacifica con i figli e informa loro dell'imminente arrivo della sua primogenita Hela, dopodiché muore. Hela appare e distrugge Mjolnir, poi si dirige su Asgard per reclamare il trono dopo aver gettato Thor e Loki nello spazio dal Bifrost. Loki atterra sul pianeta di Sakaar e si ingrazia il sovrano del posto, il Gran Maestro; successivamente giunge anche Thor, che viene catturato da Valchiria (ex membro dell’ordine asgardiano delle valchirie) e reclutato come gladiatore. Thor convince Valchiria, Hulk (anche lui finito su Sakaar) e Loki a tornare su Asgard per fermare Hela, nonostante il fratello cerchi di tradirlo nuovamente. Il dio degli inganni viene quindi lasciato su Sakaar, ma decide successivamente di rubare una navicella spaziale e raggiungere Thor per aiutarlo a evacuare gli asgardiani durante lo scontro con Hela. Su intuizione di Thor, Loki scatena il Ragnarok usando la corona del demoniaco Surtur per distruggere Asgard, essendo l’unico modo per uccidere la malvagia Dea della Morte e impedirle di portare ulteriore distruzione nell'universo. Prima di fuggire, Loki ruba nuovamente il Tesseract dalle segrete del palazzo reale, poi si ricongiunge con Thor e parte con lui e gli asgardiani verso la Terra per andare a vivere lì, nonostante la sua preoccupazione su come verrà accolto dagli abitanti.

### La morte
Nel 2018, durante il viaggio verso la Terra, la nave asgardiana viene intercettata dall’astronave di Thanos, in cerca del Tesseract. Il titano fa uccidere dal suo Ordine Nero metà degli asgardiani, poi sopraffa Thor e Hulk, uccide Heimdall e costringe Loki a consegnargli il Tesseract minacciando di uccidere suo fratello. In un disperato tentativo di fermare Thanos, Loki finge di prestargli fedeltà e cerca di tagliargli la gola, ma il Titano Pazzo prevede la sua mossa e lo uccide spezzandogli il collo, lasciando Thor a piangere sul corpo del fratello.

### Variante del 2012
Durante il viaggio nel tempo nel 2012 degli Avengers per recuperare la Gemma dello spazio e la Gemma della mente, una serie di circostanze permette al Loki di quell’anno (appena arrestato dopo la battaglia di New York) di entrare in possesso del Tesseract e di usarlo per fuggire. Loki viene arrestato immediatamente da quelli che si rivelano essere agenti della Time Variance Authority per essere processato, essendo andato contro i dettami della Sacra Linea Temporale. Dovrebbe essere cancellato dall’esistenza, ma viene salvato dall'intervento dell'agente Mobius M. Mobius, il quale chiede la sua assistenza per catturare un'altra pericolosa variante di Loki che sta uccidendo diversi agenti della TVA. L’arroganza e la superbia di Loki crollano quando viene a sapere il destino originale suo e dei suoi cari e ammette di aver compiuto le sue azioni crudeli non per divertimento, ma per nascondere la sua debolezza fingendo di avere il pieno controllo. Nonostante l’iniziale riluttanza nel lavoro per la TVA, Loki sviluppa un rapporto di sincera amicizia con Mobius; successivamente stringe anche un forte legame con la sua variante pericolosa, una donna che ha assunto l’identità di Sylvie. A causa degli eventi che attraversa, questa versione di Loki matura notevolmente, capendo che i "gloriosi propositi" che tanto ambisce consistono non in un'ambizione di potere ma piuttosto nell'affetto e cura per le persone che si ama. Loki fa squadra con Sylvie e Mobius per investigare su chi si celi davvero dietro l’organizzazione della TVA, riuscendo a sbloccare nuovi poteri che non pensava di possedere. Giungendo alla fine del tempo, Loki dà prova di essere cambiato rifiutando la possibilità di ottenere il potere e preoccupandosi per le sorti dell'universo, ma non riesce a impedire a Sylvie di uccidere Colui che rimane, il creatore della TVA; l'evento porta all'apertura del multiverso, che però mette in pericolo la TVA e tutte le realtà a causa della liberazione di numerose varianti pericolose di Colui che rimane, il quale offre a Loki due possibilità: imbrigliare nuovamente le linee temporali nella Sacra Linea Temporale, portando alla morte dei suoi amici alla TVA e all'annullamento del libero arbitrio, oppure assistere all'annientamento della realtà a causa della guerra tra varianti e al sovraccarico di linee temporali. Loki decide di sacrificarsi, usando i suoi nuovi poteri per custodire il multiverso appena apertosi a costo di un'eterna solitudine alla fine dei tempi, dal quale ha modo di assistere Mobius e Sylvie riprendere in mano le loro vite.

## Versioni alternative
Nella serie televisiva Loki si scopre che esistono diverse versioni alternative del personaggio chiamate "varianti", le quali differiscono dal Loki "originale" per aver infranto il corso della storia predestinata loro nella Sacra Linea Temporale, ragion per cui sono perseguitate dalla Time Variance Authority.

### Sylvie
Sylvie Laufeydottir (lett. "Sylvie figlia di Laufey", interpretata da Sophia Di Martino), conosciuta anche come "la variante", è una variante femminile di Loki, che ha abbandonato quest’ultima identità per assumere quella di Sylvie. Fu arrestata dalla TVA da bambina in una realtà alternativa e, riuscita a fuggire, passò anni a nascondersi in vari eventi apocalittici per scappare all’organizzazione. Diventata adulta decide di vendicarsi della TVA uccidendo i Custodi Temporali  (coloro che apparentemente controllano l'organizzazione) e per questo inizia ad attaccare i suoi agenti per creare un diversivo e infiltrarsi nella sede. Rispetto a Loki, Sylvie usa come principale arma una spada e ha il potere di possedere le persone con la sua magia, esercitando su di loro un controllo mentale (potere che in seguito sblocca anche la Variante Loki del 2012). Inoltre, al suo contrario, ha sempre saputo di essere stata adottata.

### Altre varianti

Da sinistra verso destra: le varianti Vanaglorioso, Alligatore, Bambino e Classico di Loki viste in "L'evento Nexus". Kevin Feige, il presidente dei Marvel Studios, ha detto che vedere differenti versioni di Loki era "parte del divertimento del multiverso e del giocare col tempo".

Diverse varianti di Loki cancellate dalla realtà dalla TVA appaiono nell'episodio Viaggio nel mistero. I loro abbigliamenti richiamano quelli di determinate versioni di Loki dai fumetti.
- Loki Vanaglorioso (Boastful Loki, interpretato da DeObia Oparei): Ha l’aspetto di un uomo massiccio, con la pelle scura e calvo. Usa come arma un martello e tende a vantarsi delle sue gesta, esagerandole. Si trova nel Vuoto con le varianti Loki classica, bambino e alligatore e cerca di tradirli passando dalla parte del Loki presidente per ottenere il governo del Vuoto, fallendo.
- Loki Alligatore (Alligator Loki): Una variante di Loki dall’aspetto di un alligatore dal comportamento aggressivo, che si trova nel Vuoto per aver causato un evento Nexus  "mangiando il gatto sbagliato del vicino". Viene accudito dal Loki Bambino e si esprime mediante versi che vengono capiti solo dal Loki Classico.[7]
- Loki Bambino (Kid Loki, interpretato da Jack Veal): Una variante giovanile di Loki, cancellata dalla TVA per aver ucciso Thor. Per tale sua azione viene ritenuto il "re" del Vuoto ed è molto rispettato dal Loki Classico.[8][9] Sceglie di rimanere nel Vuoto con il Loki Alligatore pur avendo la possibilità di andarsene. Come arma usa una spada infuocata che regala al Loki del 2012 per aiutarlo a fuggire.
- Loki Classico (Classic Loki, interpretato da Richard E. Grant): Una variante anziana di Loki sopravvissuta agli eventi di Avengers: Infinity War; riuscì a ingannare Thanos fingendo la sua morte con un’illusione molto realistica, per poi scegliere di rimanere in esilio ritenendo di causare solo dolore ovunque andasse. Dopo molti anni, in preda alla solitudine cercò di ricongiungersi con Thor e per questo venne eliminato dalla TVA. Nel Vuoto fa squadra con il Loki Vanaglorioso e il Loki Bambino ed è l’unico a comprendere i versi della variante Alligatore. Nonostante inizialmente si rifiuti di combattere, avendo perso la speranza di una redenzione dei Loki, si sacrifica per distrarre la creatura nota come Alioth con un’enorme illusione di Asgard così da permettere al Loki del 2012 e a Sylvie di incantarlo. Rispetto agli altri Loki, è in grado di creare illusioni estremamente potenti ed è più versato nelle arti magiche che negli scontri fisici. Indossa una tuta ispirata a quella ideata negli anni sessanta da Jack Kirby per la controparte cartacea del personaggio.[10]
- Loki Presidente (President Loki, interpretato da Tom Hiddleston): Una variante di Loki che mira a governare il Vuoto e che sembra aver creato un evento Nexus diventando presidente nella sua linea temporale. Rispetto agli altri Loki è estremamente crudele, ambizioso e tirannico e non mostra alcuna empatia per gli altri.[11] Viene mutilato quando il Loki alligatore gli divora la mano destra in uno scontro.

#### Presenti inWhat If...?
Alcune versioni alternative di Loki appaiono nella serie animata What If...?, che mostra un andamento alternativo di determinati eventi nel Marvel Cinematic Universe.
- In un 2010 alternativo, Thor viene ucciso da un misterioso assassino mentre cerca di recuperare Mjolnir sulla Terra e Loki si presenta al comando dell'esercito asgardiano per conquistare il pianeta come vendetta; successivamente si allea con Nick Fury per smascherare il colpevole, Hank Pym, ma decide comunque di mantenere il dominio di Asgard sulla Terra con un discorso all'ONU. Successivamente Fury combatte gli asgardiani con una nuova formazione degli Avengers formata da Captain America e Captain Marvel; Loki sta per sottomettere Fury ma viene subito dopo atterrato e sconfitto da Natasha Romanoff, giunta da un nuovo universo tramite l'Osservatore.
- In un 2011 alternativo, Loki non sembra essere affetto da alcun difetto genetico che lo porta a essere più piccolo degli altri Giganti di ghiaccio e cresce come naturale erede al trono di Jotunheim. Lui e Thor sono in grandi rapporti di amicizia, tanto da considerarsi comunque fratelli, e Loki presenta un comportamento più allegro e festaiolo.
- Nonostante non venga direttamente mostrato, in un 2015 alternativo si evince che Loki sia stato ucciso da Ultron insieme a tutti gli altri esseri viventi dell'universo, quando l'androide distrugge Asgard.
- In un 2012 alternativo, durante la battaglia di New York, Loki viene fermato da Captain Carter e Romanoff, membri di una formazione alternativa degli Avengers.
- In un universo ambientato nel 1602, Loki è l'ultimogenito della famiglia reale, la cui regina è Hela, e si dedica alla sua passione per il teatro shakespeariano, sebbene gli altri sembrino mal sopportarlo. Il regno viene flagellato da misteriose aperture spazio-temporali e una di esse quasi risucchia Loki, che viene salvato da Captain Carter, ma Hela scompare al suo interno e il ruolo di sovrano viene assunto da Thor. In questo mondo, Loki sembra essere vicino alla maga di corte, Wanda Maximoff.

## Caratterizzazione
Tom Hiddleston paragonò Loki a una versione fumettistica di Edmund in King Lear, "ma più crudele". Dovette seguire una dieta rigorosa prima dell’inizio delle riprese, poiché il regista voleva che Loki avesse un aspetto magro ed emaciato, come Cassio in Giulio Cesare, in contrasto con quello di Thor. Su richiesta di Branagh, Hiddleston usò le interpretazioni di Peter O’Toole ne Il leone d’inverno e Lawrence d’Arabia come ispirazione. Spiegò che l’intenzione era quella di dare a Loki la stessa volatilità emotiva, facendolo apparire a seconda delle situazioni come imponente, lamentoso, divertente e terrificante. Ted Allpress interpreta Loki da bambino, nelle sequenze iniziali del film.
Riguardo all'evoluzione del personaggio rispetto al film Thor, Hiddleston ha commentato "Penso che il Loki che vediamo in The Avengers sia ulteriormente avanzato. Devi chiedere a te stesso: quanto è piacevole l'esperienza di sparire in un buco infinito creato da una specie di super esplosione nucleare? Per questo io penso che il Loki visto finora ha mostrato solo alcune cose del Loki che si vedrà in The Avengers". Sulle motivazioni di Loki, Hiddleston aggiunge "All'inizio di The Avengers viene sulla Terra per soggiogarla e realizzare la sua idea di essere re degli Umani. Loki gode per i fallimenti della storia umana, pensa che il suo essere re sia una cosa giusta in quanto lui fermerebbe tutte le guerre con una specie di pace mondiale che si basa sulla sua tirannia. Ma lui è anche deluso per il fatto che il non avere poteri illimitati non gli dia un proprio auto-rispetto, pertanto non posso abbandonare l'idea che lui è ancora motivato da questa terribile gelosia e desolazione spirituale". Hiddleston girò delle scene per Avengers: Age of Ultron, che però furono tagliate in quanto il regista Joss Whedon non voleva che il film risultasse "troppo pieno".
In Thor: The Dark World, Loki stringe con Thor una contorta alleanza per combattere gli Elfi Oscuri. Hiddleston dichiarò che "Mi piacerebbe prendere Loki per le sue parti basse. Vorrei vederlo cedere ai suoi istinti più oscuri. Poi, dopo che ha toccato il fondo, farlo ritornare indietro. Credo che per me, recitare il fascino di Loki, nella mitologia e nella storia dei fumetti e dei miti scandinavi, è come ballare costantemente sulla linea del lato oscuro e della redenzione". Hiddleston suggerì al regista Alan Taylor di reinterpretare il personaggio per non farlo risultare troppo ripetitivo dopo due film in cui aveva interpretato l’antagonista, suggerendo di farlo schierare dalla parte di Thor.
Hiddleston si interessò al cambio di comportamento di Loki in Thor: Ragnarok, affermando che "è divertente da interpretare, anche dopo 4 anni dalla prima volta [...] perché riesce a escogitare sempre nuovi modi per imbrogliare", riconoscendo la preoccupazione nata nel personaggio all’idea di un distacco emotivo di Thor nei suoi confronti.
Per quanto riguarda la morte di Loki in Infinity War, Hiddleston definì "molto potente" il fatto che si fosse definito un figlio di Odino, chiudendo il viaggio emotivo del personaggio. La sua morte diede inoltre prova della potenza di Thanos, preparando il terreno per l’imminente scontro con gli Avengers.
Nella serie Loki il personaggio viene identificato come genderfluid, in riferimento al sesso del personaggio nei fumetti e nella mitologia norvegese. Hiddleston disse che "l’ampiezza e la gamma di identità contenute nel personaggio sono state enfatizzate, ed è qualcosa di cui sono sempre stato consapevole quando fui scelto per la prima volta dieci anni fa… so che era importante per Kate Herron e Michael Waldron. Ne eravamo molto consapevoli e ce ne sentivamo responsabili". Sempre nella serie, viene confermato che Loki è bisessuale (anche questo in linea con i fumetti e la mitologia nordica); ciò lo ha reso il primo personaggio apertamente LGBT del MCU.

### Aspetto
Tom Hiddleston per l’interpretazione si dovette tingere i capelli naturalmente biondi di nero, mentre la carnagione della pelle fu fatta apparire più pallida per dargli un'aria più severa e minacciosa.
Il costume di Loki in Thor , disegnato da Charlie Wen, adattò alcuni elementi dei fumetti con l’aggiunta di altri dettagli per dargli un aspetto futuristico, in quanto nei film di Thor la magia è trattata come tecnologia altamente avanzata. Inoltre, conteneva riferimenti a simboli norreni come i costumi di Thor e Odino e l’ambientazione generale di Asgard. Wen dichiarò di aver progettato l’armatura di Loki per farla apparire "cerimoniale", in quanto il personaggio era più concentrato sulla strategia per ottenere il potere piuttosto che impegnarsi in battaglia.
L’elmo dotato di corna indossato da Loki aveva il peso complessivo di circa 13 chili; sul set di The Avengers chiese al collega Chris Hemsworth di dargli davvero un pugno in faccia durante una sequenza di combattimento, a causa della difficoltà nel fingere di essere colpito per il peso dell’elmo.

## Concezione e sviluppo
Loki ha esordito nei Marvel Comics prima di Thor, apparendo nella serie a fumetti Venus dei Timely Comics (nell’agosto del 1949). La versione ufficiale del personaggio fece la sua prima apparizione nel numero 85 di Journey into Mystery, introdotto come il nemico giurato di Thor. Il Loki "moderno" venne realizzato dagli autori Stan Lee e Larry Lieber e disegnato da Jack Kirby. Fece numerose comparse in vari albi a fumetti correlati a Thor, così come in altri titoli della Marvel come i Vendicatori e gli X-Men, oltre che in Spider-Man e i Difensori.
L’idea di adattare una versione live-action del personaggio di Thor fu proposta in diverse occasioni, senza che però venisse mai realizzata. Negli anni 2000 Kevin Feige si rese conto che la Marvel possedeva ancora i diritti dei membri principali degli Avengers, tra cui Thor. Feige desiderava creare un universo condiviso come fecero Stan Lee e Jack Kirby con i loro fumetti nei primi anni sessanta. Nel 2006 fu annunciata la produzione di un film su Thor da parte dei Marvel Studios; nel dicembre 2007 fu espressa l’intenzione di realizzare una storia di origine di supereroi incentrata non su un umano che ottiene i suoi poteri, ma su un dio che realizza il suo vero potenziale: nello specifico, "un dio dell’Antico Testamento che diventa un dio del Nuovo Testamento". Nel 2008, Guillermo del Toro entrò in trattative per dirigere il film; Del Toro era un fan dei fumetti di Jack Kirby e in particolare amava il personaggio di Loki, ma desiderava incorporare più elementi della mitologia norrena originale nel film, incluso un Valhalla dall’aspetto squallido e sporco che richiamasse i veri vichinghi. Successivamente Del Toro rifiutò il progetto per dedicarsi a Lo Hobbit e il film passò alla regia di Kenneth Branagh, il quale era interessato a produrre "una storia umana al centro di un grande scenario epico".
Secondo quanto riferito, tra gli attori presi in considerazione per il ruolo di Loki ci furono Josh Hartnett e Jim Carrey. Nel maggio 2009, la Marvel annunciò che la parte sarebbe andata a Tom Hiddleston, che aveva già lavorato con Branagh e inizialmente era stato preso in considerazione per il ruolo di Thor. Nel giugno 2009, Feige confermò che Chris Hemsworth e Hiddleston avevano firmato i contratti.

## Differenze dai fumetti
Nel Marvel Cinematic Universe Loki presenta un carattere maggiormente ambiguo rispetto ai fumetti, dal momento che le sue azioni non sono realmente dettate da sadismo e sete di potere, ma da un complesso di inferiorità che lo porta a creare un'immagine di sé arrogante e crudele per nascondere le sue debolezze. Nei fumetti Odino adotta Loki dopo aver ucciso suo padre biologico Laufey in combattimento, mentre nei film il padre degli dei salva il neonato all'insaputa di Laufey, che lo ha abbandonato a morire in quanto disprezzava la sua debolezza fisica. La versione cartacea del personaggio riesce a sopravvivere ripetutamente grazie alla reincarnazione, che gli permette di tornare in vita sotto diversi aspetti; nel MCU Loki sopravvive fortuitamente in diverse situazioni pericolose. Viene ucciso da Thanos, ma successivamente si scopre che nel Multiverso esistono diverse sue varianti, tra cui una proveniente dal 2012 e una femminile che ha assunto l'identità di "Sylvie". Quest'ultima è una fusione di due personaggi dei fumetti Marvel: l'Incantatrice (occasionale alleata di Loki) e Lady Loki, una versione di Loki che vive nel corpo di Lady Sif, pur essendo, in sostanza, un personaggio del tutto nuovo.. Parte essenziale del Loki cinematografico è il rapporto di profondo affetto che condivide con la madre adottiva Frigga, la cui morte lo spinge a cambiare in meglio; tale legame è assente nei fumetti.
Nei fumetti Loki è uno degli stregoni più potenti dell'universo, mentre nella Saga dell'Infinito i suoi poteri sono stati enormemente ridotti, utilizzando solo illusioni e trasformazioni fisiche. Nella serie, tuttavia, si rivela capace di eseguire telecinesi, teletrasporto, sparare lampi di energia verde e praticare incanti per sottomettere gli altri, oltre a essere in grado di resistere ad attacchi di controllo mentali. La variante classica di Loki si rivela in grado di creare illusioni estremamente potenti, tanto da ingannare Thanos e riuscire a ricostruire l'intera Asgard.
Nella seconda stagione della serie, i poteri di Loki vengono drasticamente ampliati: impara a controllare i salti temporali a cui è soggetto, così da potersi spostare nel tempo, e poi, dopo secoli di tentativi, apprende come controllare il tempo stesso. Dopo aver distrutto il Telaio Temporale che soggiogava le linee del multiverso, Loki si assume la responsabilità di custodirle alla fine dei tempi mantenendole in vita con la propria magia, per l'eternità.

## Accoglienza
Il personaggio di Loki è stato universalmente acclamato e definito "uno dei personaggi preferiti dai fan sin dal suo ruolo centrale in The Avengers ", diventando "uno dei personaggi più amati del MCU".

### Riconoscimenti
| Anno | Opera                | Premio                       | Categoria                                             | Risultato | Riferimenti |
| ---- | -------------------- | ---------------------------- | ----------------------------------------------------- | --------- | ----------- |
| 2011 | Thor                 | Scream Awards                | Breakout performance maschile                         | Candidato | [ 50 ]      |
| 2012 | Thor                 | Empire Awards                | Miglior debutto                                       | Vincitore | [ 51 ]      |
| 2012 | Thor                 | Saturn Awards                | Miglior attore non protagonista                       | Candidato | [ 52 ]      |
| 2012 | The Avengers         | Teen Choice Awards           | Miglior cattivo                                       | Candidato | [ 53 ]      |
| 2013 | The Avengers         | Kids' Choice Awards          | Cattivo preferito                                     | Candidato | [ 54 ]      |
| 2013 | The Avengers         | MTV Movie Awards             | Miglior cattivo                                       | Vincitore | [ 55 ]      |
| 2014 | Thor: The Dark World | Empire Awards                | Miglior attore di supporto                            | Candidato | [ 56 ]      |
| 2014 | Thor: The Dark World | Saturn Awards                | Miglior attore non protagonista                       | Candidato | [ 57 ]      |
| 2018 | Thor: Ragnarok       | Teen Choice Awards           | Miglior "ruba-scena" in un film                       | Candidato | [ 58 ]      |
| 2021 | Loki                 | People's Choice Awards       | Star maschile televisiva del 2021                     | Vincitore | [ 59 ]      |
| 2022 | Loki                 | Critics' Choice Super Awards | Miglior attore in una serie televisiva supereroistica | Vincitore | [ 60 ]      |
| 2022 | Loki                 | Kids' Choice Awards          | Attore televisivo preferito                           | Vincitore | [ 61 ]      |
| 2022 | Loki                 | MTV Movie & TV Awards        | Miglior coppia                                        | Vincitore | [ 62 ]      |
| 2022 | Loki                 | Saturn Awards                | Miglior attore in una serie televisiva streaming      | Candidato | [ 63 ]      |